# Герайбейли, Герай Чингиз оглы
Герайбейли, Герай Чингиз оглы (азерб. Gəraybəyli Gəray Çingiz oğlu; род. 29 июня 1967, Баку) — профессор, главный психиатр Азербайджана, главный врач психиатрической больницы №2, доктор медицинских наук, ректор Азербайджанского медицинского университета (с 2016 года).

## Биография
Герай Герайбейли родился 29 июня 1967 года в городе Баку, в Азербайджане. В 1984 году окончил среднюю школу с золотой медалью, в том же году поступил в медицинский институт (ныне Азербайджанский медицинский университет), который окончил с отличием в 1992 году. 
В 1995 году защитил кандидатскую диссертацию. В 1997 году был удостоен звания доцента. В 2007 году защитил докторскую диссертацию. В 2012 году получил звание профессора.

### Карьера
В 1992-1993 годах работал в качестве старшего лаборанта на кафедре психиатрии медицинского университета, в 1993-1996 годах занимал должность ассистента, в 1996-2007 годах — доцента.
С 2007 года является главным психиатром Министерства здравоохранения Азербайджанской Республики и национальным координатором по психическому здоровью.
11 апреля 2016 года  Герай Герайбейли был назначен на должность ректора Азербайджанского медицинского университета (АМУ).
В сентябре 2018 года был инициатором подписания соглашения о сотрудничестве между АМУ и Астраханским государственным медицинским университетом.

### Семья
Является внуком Агасадыха Герайбейли.